# Reingard M. Nischik
Reingard Monika Nischik (* 1952 in Herford) ist eine deutsche Literaturwissenschaftlerin und Hochschullehrerin.

## Werdegang
Nischik studierte Englische und Nordamerikanische Literatur sowie Sozialwissenschaften an der Universität zu Köln und legte 1977 das erste Staatsexamen ab. 1978/1979 verbrachte sie im Rahmen ihrer Promotion und gefördert durch ein Stipendium der kanadischen Regierung ein Jahr an der University of British Columbia in Vancouver. 1980 wurde ihr von der Universität zu Köln der Doktortitel verliehen; ihre Dissertationsschrift verfasste sie zu Einsträngigkeit und Mehrsträngigkeit der Handlungsführung in Romanen anglophoner Literaturen. Von 1984 bis 1989 beschäftigte sich Nischik im Rahmen ihrer Habilitation an der Universität zu Köln und an der Universität London mit Narratologie und Stiltheorie. Nachdem sie von 1979 bis 1986 als wissenschaftliche Mitarbeiterin am Lehrstuhl für anglo-amerikanische Literatur der Universität zu Köln gearbeitet hatte, wechselte sie 1988 auf eine Professur für Allgemeine und Vergleichende Literaturwissenschaft an die Johannes Gutenberg-Universität Mainz. 1992 wurde sie Professorin für Englische Philologie am Institut für Nordamerikastudien der Albert-Ludwigs-Universität Freiburg, bevor sie 1994 einen Ruf auf den Lehrstuhl für Amerikanistik an der Universität Konstanz annahm. Im akademischen Jahr 2009/2010 war Nischik Fellow am Exzellenzcluster „Kulturelle Grundlagen von Integration“ der Universität Konstanz, gefördert von der Exzellenzinitiative des Bundes und der Länder zur Förderung von Wissenschaft und Forschung an deutschen Hochschulen. Sie ist Herausgeberin von The Palgrave Handbook of North American Literature (2014, TB 2017). 2014 erhielt sie eine Förderung im Rahmen des Programms „Freiräume für Kreativität“.

## Forschungsschwerpunkte
In der Lehre sowie in ihren zahlreichen Publikationen hat sich Reingard Nischik auf die Literaturen und Kulturen Kanadas und der USA konzentriert, mit Schwerpunkten zur Narratologie, zur Kurzgeschichte, zum Werk der kanadischen Schriftstellerin Margaret Atwood, zu kulturellem Transfer, zu Literatur und Medien sowie zu Literatur und Gender.
Nischik ist Mitglied im Herausgeber-Gremium (Editorial Board) der kanadischen Literaturzeitschrift "Canadian Literature. A quarterly of criticism and Review. Littérature canadienne. Une revue trimestrielle d'études et de critique" an der Université de la Colombie-Britannique, UBC.

## Lehre und Nachwuchsförderung
Ein besonderes Augenmerk legt Nischik neben der Forschung auf die Lehre und speziell die Nachwuchsförderung. Neben ihrem langjährigen Engagement für internationale Austauschverbindungen, speziell mit kanadischen und US-amerikanischen Universitäten, hat sie bis heute etwa 30 Doktoranden betreut, die zahlreiche Stipendien und Nachwuchspreise erhalten haben.

## Auszeichnungen
- Margaret Atwood Society Best Book Award ausgezeichnet (für Margaret Atwood: Works and Impact [2000] sowie für Engendering Genre: The Works of Margaret Atwood [2009])
- Landeslehrpreis Baden-Württemberg 2002

## Schriften (Auswahl)
- The English Short Story in Canada. From the Dawn of Modernism to the 2013 Nobel Prize. McFarland, Jefferson NC 2017, ISBN 978-1-4766-6859-8.
- Comparative North American Studies: Transnational Approaches to American and Canadian Literature and Culture. Palgrave Macmillan, New York 2015.
- (Hrsg.): The Palgrave Handbook of North American Literature. Palgrave Macmillan, New York 2014; TB ebd. 2017, ISBN 978-1-349-49006-6.
- Engendering Genre: The Works of Margaret Atwood. University of Ottawa Press, 2009.
- (Hrsg.): History of Literature in Canada: English-Canadian and French-Canadian. Camden House, Rochester NY 2008.
- (Hrsg.): The Canadian Short Story: Interpretations. Camden House, Rochester NY 2007.
- (mit Luise von Flotow als Hrsg.): Translating Canada: Charting the Institutions and Influences of Cultural Transfer: Canadian Writing in German/y. University of Ottawa Press, 2007.
- (mit Konrad Groß, Wolfgang Klooß Hgg.[2]): Kanadische Literaturgeschichte. J. B. Metzler, Stuttgart 2005; ab unveränd. 8. Aufl. und als E-Book: Springer Nature.[3]
  - Rezension, Kurt Tetzeli von Rosador: Oh, wie weit ist Kanada. Bieder, trocken, herablassend. Eine Landesliteraturgeschichte. FAZ, 21. Juni 2006.
- (Hrsg.): American Love Stories. Reclam, Stuttgart 2003.
- (Hrsg.): Margaret Atwood: Works and Impact. Camden House, Rochester, NY 2000; wieder Anansi, Toronto 2002.
- (Hrsg.): New York Fiction. Reclam, Stuttgart 2000.
- "Pen Photographs". Zum Phänomen des (kanadischen) Kurzgeschichtenzyklus. Deutsche Vierteljahrsschrift für Literaturwissenschaft und Geistesgeschichte, 3, 1992 doi:10.1007/BF03396294 S. 192–204 (über Thomas Chandler Haliburton 1796–1865).
- Mentalstilistik: Ein Beitrag zu Stiltheorie und Narrativik, dargestellt am Erzählwerk Margaret Atwoods. Narr, Tübingen 1991.
- (mit Robert Kroetsch als Hrsg.): Gaining Ground: European Critics on Canadian Literature. NeWest, Edmonton 1985.
- Einsträngigkeit und Mehrsträngigkeit der Handlungsführung in literarischen Texten: Dargestellt insbesondere an englischen, amerikanischen und kanadischen Romanen des 20. Jahrhunderts. Gunter Narr, Tübingen 1981.

## Notizen
1. ↑  Board ISSN 0008-4360
2. ↑  Klooß ist Träger des Governor General’s International Award for Canadian Studies seit 2015
3. ↑  Sammelrezension von Peter Gooßens

| Personendaten    | Personendaten                                             |
| ---------------- | --------------------------------------------------------- |
| NAME             | Nischik, Reingard M.                                      |
| ALTERNATIVNAMEN  | Nischik, Reingard Monika (vollständiger Name)             |
| KURZBESCHREIBUNG | deutsche Literaturwissenschaftlerin und Hochschullehrerin |
| GEBURTSDATUM     | 1952                                                      |
| GEBURTSORT       | Herford                                                   |